# Little Black Sturgeon River
Little Black Sturgeon River är ett vattendrag i Kanada.   Det ligger i provinsen Ontario, i den sydöstra delen av landet, 1 500 km väster om huvudstaden Ottawa.
I omgivningarna runt Little Black Sturgeon River växer i huvudsak blandskog. Trakten runt Little Black Sturgeon River är nära nog obefolkad, med mindre än två invånare per kvadratkilometer.